# Нотація Кнута
Позначення Кнута (нотація Кнута) — нотація для запису великих чисел в математиці, можна записати тільки числа утворені гіпероператором. Автор Дональд Кнут. Подібна на нотацію Конвея.
{\displaystyle {\begin{matrix}a\uparrow ^{n}b&=&{\mbox{hyper}}(a,n+2,b)&=&a\to b\to n\\{\mbox{(Knuth)}}&&&&{\mbox{(Conway)}}\end{matrix}}}

## Приклади
- Піднесення до степеня в нотації Кнута:
{\displaystyle a\uparrow b=a^{b}}
- Тетрація в нотації Кнута:
{\displaystyle a\uparrow \uparrow b=\;^{b}a=\underbrace {a^{a^{\cdot ^{\cdot ^{a}}}}} _{b}}
- Пентація в нотації Кнута:
{\displaystyle a\uparrow \uparrow \uparrow b=\;_{b}a=\underbrace {{}^{^{^{^{^{a}}}}}{}^{^{^{^{.}}}}{}^{^{^{.}}}{}^{a}a} _{b}}